# 天海つばめ
天海 つばめ（あまみ つばめ、4月3日 - ）は、日本の女性声優、アイドル。福井県出身。シーメジャーワークス所属。

## 人物
血液型A型、身長161cm。
趣味はホラー鑑賞（本、漫画、映画、テレビ番組）、アニメ、マンガ、コスプレ。
現在、2017年に結成されたじゃぽん（のちにJYA☆PONに名称を変更）に参加。じゃぽんではライブハウスなどでライブ活動を行う。

## 経歴
2008年 出身地である福井県にて齋藤翔子としてタレント活動を始める。
2012年1月 スリートゥリーに研究生として所属。
2014年5月 研究生として所属していたスリートゥリーを退所。
2014年9月 bonbon angeに初期メンバーとして参加。
2015年4月 ディーエスイーに預かりとして所属。
2015年8月 bonbon angeを卒業。
2016年 kotohanaに参加。
2017年3月末 ディーエスイーを退所。
2017年5月 シーメジャーワークスに所属。（齋藤翔子から天海つばめに改名）
2017年12月 じゃぽん（かぶ〜ん、天海つばめ、日向はる、Lyn）に参加。
2018年4月 kotohana解散。
2018年12月 じゃぽんがJYA☆PONと名称を変更し再編成。（日向はる、天海つばめ、尾崎芽玖、一ノ瀬望）

## 出演
2017年4月までは齋藤翔子名義で活動

### テレビアニメ
2015年
- だんちがい 9話 エイコちゃん 役

2017年
- 闇芝居 第5期 3話 サエ 役

### CD
2015年
- アニソンMIXラボラトリー 〜セカンド レポート〜(ユニバーサルミュージックジャパン) （齋藤翔子 from bonbon ange として参加）

### 実写
2015年
- ネクストブレイク 「ザ・スカウト」劇団ひとり   (2015年8月17日放送 日本テレビ系列) 大声出す人役。

2017年
- 朝倉薫プロデュース・ガールズハイパーミュージカル「タイラー×２」 (2017年2月22日〜26日 シアターサンモール) テラ組ネル役

2018年
- musicるTV 愛踊祭2018にエントリーしているアイドルの中から「気になるアイドル」としてじゃぽんがピックアップ。

2019年
- アイドルゾーン20時 JYA☆PONのメンバーとして金曜日にレギュラー出演 、4月5日、12日にはナレーションも担当（2019年4月〜 TOKYO MX2）

## ライブ・イベントなど

### ライブ・コンテスト
- 上等カレー秋葉原店のイメージユニットとしてじゃぽんが2017年12月〜2018年12月まで上等カレー秋葉原店にてライブを行う。[14]

- じゃぽんで第4回Tokyo Candollに出場（2018年 3月15日 初戦、2018年 4月 6日 準々決勝 [15]、2018年 4月18日 準決勝 [16]、2018年 4月22日 敗者復活戦 [17]）

- じゃぽんで愛踊祭2018 関東Aエリア代表決定戦に出場（2018年 6月24日 [18]）

- じゃぽんでSEKIGAHARA IDOL WARS 2018 〜関ケ原唄姫合戦〜に出演（2018年 7月21日、2018年 7月22日 [19]）

### イベント
- 痛車イベント「ひめたまオフ会」（2017年11月12日、中橋緑地多目的広場(栃木県足利市)） あしかがれでぃおのアシスタントMCを務める。[20]

- 痛車イベント「足利ひめたま祭」（2018年 5月20日、中橋緑地多目的広場(栃木県足利市)） あしかがれでぃおのアシスタントMCを務める。[21]
- 痛車イベント「ひめたまユル会」（2018年11月 4日、中橋緑地多目的広場(栃木県足利市)） あしかがれでぃおのメインMCを務める。[22][23]